# Mario Wille
Mario Wille (* 28. Dezember 1965) ist ein ehemaliger deutscher Handballspieler und Handballtrainer.
Wille begann seine Karriere beim HC Empor Rostock. Im November 1986 setzte er sich (zusammen mit Fred Radig und Henry Blatter) während eines Gastspiels mit der Rostocker Mannschaft in München ab und schloss sich dem MTSV Schwabing an. Nach nur einer Saison in München wechselten alle drei zum THW Kiel. Dort blieb Wille vier Jahre. Anschließend wechselte er zum VfL Bad Schwartau und nach drei Jahren zum damaligen Zweitligisten HSG Nordhorn, wo er seine Karriere ausklingen ließ. Später trainierte Wille den ATSV Stockelsdorf.
Für die Nationalmannschaft der DDR bestritt Wille 4 A-Länderspiele. Wille spielte als Linkshänder meist auf der rechten Außenposition.